# Johan Heldenbergh
Johan Heldenbergh (Wilrijk, Amberes, 9 de febrero de 1967) es un actor belga, guionista, director de teatro y director de cine. Obtuvo fama internacional por protagonizar películas como A Day in a Life (2007), Moscow, Belgium (2008), The Misfortunates (2009) y The Broken Circle Breakdown (2012), así como The Zookeeper's Wife (2017).

## Vida personal
Durante 19 años vivió junto a la actriz flamenca Joke Devynck en Hofstade, Aalst, Bélgica. El 17 de septiembre de 2013 se hizo público que ambos actores se separaron. Tienen tres hijos, dos de ellos son gemelos.

## Filmografía
- Antonia (1995) - Tom
- She Will Be Mine (1998, corto)
- Any Way the Wind Blows (2003) - Schoesetters
- Steve + Sky (2004) - Jean Claude
- My Bonnie (2004, short) - Pascal
- Vleugels (2006)
- Ben X (2007) - el profesor de religión
- Aanrijding in Moscou (Moscow, Belgium) (2008) - Werner
- The Misfortunates (2009) - tío Breejen
- Badpakje 46 (2010) - Pascal
- Schellebelle 1919 (2011) - director y guionista.
- Come as You Are (2011)
- The Broken Circle Breakdown (2012) - Didier
- Through the Air (2015) - Renaud
- The Zookeeper's Wife (2016)
- The Confessions (2016)
- Los peores (2022)
- Ad Vitam (2025)

### TV series
- Souvenirs D'Anvers (1994)
- Ons geluk (1995) - René Hox
- Flikken (2000) - Rik
- Recht op Recht (2001) - Joris Aerts
- Liefde & geluk (2001) - oficial de policía
- Team Spirit - the series II (2005) - Árbitro
- Gezocht: Man (2005)
- Selected shorts (2005)
- Witse (2006) - Dirk Desmet
- Jes (television series) (2009) - John Gillis
- De Ronde (2011) - Peter Willemyns
- De Ridder (2013) - John Wouters
- Vermist (2014) -
- The Tunnel: Sabotage (2016) - Robert Fournier

## Teatro
Junto con Arne Sierens Heldenbergh forma la iniciativa Compagnie Cecilia (fundada en 2006).
- Massis the musical (2003) (actor)
- Maria Eeuwigdurende Bijstand (2005)
- Trouwfeesten en processen (2006)
- Broeders van liefde (2008)
- The broken circle breakdown featuring the cover-ups of Alabama (2008) (actor, junto a Mieke Dobbels)
- Vorst/Forest
- De Pijnders
- Duikvlucht (actor y director)
- Giovanni (actor)
- Vallende sterren (actor)